# کارل-هاینتس شنلینگر
کارل-هاینتس شنلینگر (به آلمانی: Karl-Heinz Schnellinger) (۳۱ مارس ۱۹۳۹ – ۲۰ مه ۲۰۲۴) بازیکن فوتبال و مدافع اهل آلمان بود که از سال ۱۹۵۸ میلادی عضو تیم ملی فوتبال آلمان بود. وی در ۴۷ بازی ملی حضور داشت و آخرین بازی ملی خود را در سال ۱۹۷۱ میلادی انجام داد. کارل-هاینتس شنلینگر در بازی‌های ملی‌اش ۱ گل در بازی قرن (در بازی نیمه‌نهایی جام جهانی ۱۹۷۰ در مقابل ایتالیا) به ثمر رساند.